# Innocents in Paris
Innocents in Paris ist eine britische Filmkomödie aus dem Jahr 1953 von Gordon Parry.

## Handlung
Der vielleicht etwas fiktive Film stellt sich einerseits ein wenig wie eine Werbung für Reisen nach Paris dar. Andererseits geht es in dem Film um eine Devisenbeschränkung von fünf Britischen Pfund, die maximal jeder Reisende, der Großbritannien verlässt, ausführen darf. Die Ausfuhrbegrenzung wurde von Sir Norman, einem britischen Politiker, etabliert.
In dem Film reist eine Gruppe von Menschen aus unterschiedlichen Gründen über das Wochenende von London nach Paris und zurück. Zwischen den jeweiligen Erlebnissen wird während des Films gewechselt.
Sir Norman:
Weil eine Wirtschaftskonferenz durch die Blockade der Sowjets ins Stocken gekommen ist, reist Sir Norman auf Betreiben des Premierministers nach Paris, um die Verhandlungen wieder in Gang zu bringen. Sir Norman ist ein Mensch, der nie lacht und dessen Zipperlein ihn und seine Umwelt quälen. Am Flughafen bei der Ausreise gibt Sir Norman dem Zollbeamten einen Betrag von unter 5 Pfund an und zeigt ihm seine Taschenuhr, ein Zigarettenetui, ein Feuerzeug und Manschettenknöpfe, die Sir Norman theoretisch zu Geld machen könnte.
In Paris auf der Konferenz stößt er auf den sowjetischen Gesandten Panitow, der sich weiterhin querstellt. In einer Pause nimmt Sir Norman eine Alka Seltzer und will diese mit Wasser runterspülen. Sir Norman verwechselt das Glas mit einem Glas, das mit Wodka gefüllt ist, und gerät aus der Fassung. Darauf wird Sir Norman von Panitow angesprochen und nach ein paar Wortwechseln in ein russisches Etablissement eingeladen. Dort animiert ihn Panitow zum Trinken eines russischen Getränks.
Nach ein paar Drinks ist Sir Norman bester Laune. Er wirft Saalrunden und schafft es, dass Panitow dem Abkommen zustimmt, indem dieser auf einer Tischdecke seine Zustimmung samt Unterschrift dalässt. Da Sir Norman so gut wie kein Geld bei sich hat, bezahlt er seine Schulden mit dem Zigarettenetui, der Taschenuhr, dem Feuerzeug und den Manschettenknöpfen.
Am nächsten Tag kann Sir Norman den erfolgreichen Abschluss mit den Sowjets verkünden und darauf verweisen, dass er einen Gegenstand hat, der den erfolgreichen Abschluss dokumentiert. Zurück in London, klopft Sir Norman, da er seine Wertgegenstände dem Zöllner nicht mehr vorweisen kann, freundschaftlich auf die Schulter und lässt den Zöllner etwas verwirrt und ratlos zurück.
Gwladys:
Gwladys, eine schon etwas ältere Malerin, ist fasziniert von der Mona Lisa, möchte aber auch selbst ein paar Bilder malen. In Paris geht sie als Erstes ins Louvre und trifft dort einen Landsmann, der dort regelmäßig ein Bild kopiert, nämlich die Mona Lisa. Am nächsten Tag sucht sich Gwladys ein paar Plätze, die sie zum Malen animieren. Als sie eine Straßenszene malt, sitzt sie neben einem französischen Maler, der die gleiche Szene malt. Gwladys malt sie naturalistisch und der Maler malt die Szene abstrakt. Beide Maler sind von dem jeweils anderen Bild überhaupt nicht angetan.
Als sich der Maler und Gwladys in ein Café setzen und ihre Bilder vorher an eine Mauer stellen, kommt ein reicher Amerikaner in einem Auto vorbei. Der Maler und seine Freunde wollen das abstrakte Werk verkaufen, aber der Amerikaner interessiert sich ausschließlich für das naturalistische Werk von Gwladys. Gwladys wird überredet, ihr Gemälde für viel Geld zu verkaufen.
Mit dem Geld begibt sich Gwladys zum Louvre, um ihren Landsmann zu treffen. Der Louvre hat zwar geschlossen, aber Gwladys trifft ihren Landsmann trotzdem an und überredet ihn, seine neueste Kopie an sie gegen viel Geld zu verkaufen.
Bei der Rückkehr gerät Gwladys in Verdacht, die Original-Mona-Lisa in Besitz zu haben, aber es stellt sich schnell heraus, dass die Mona Lisa eine „Fälschung“ ist, wie sich der Zöllner ausdrückt. Gwladys ist empört, weil, wie Gwladys meint, ihre Kopie viel besser sei als die echte Mona Lisa.
Dicky:
Dicky ist Trommler einer Militärkapelle, die am Sonntag für eine Veranstaltung in Paris spielen muss. Für den Samstag hat die Truppe also Zeit. Aber was macht ein einzelner Mensch mit 5 Pfund in Paris. Also legt die ganze Kapelle ihre 5-Pfund-Scheine zusammen und lost aus, welchen glücklichen Musiker das Los trifft. Es trifft Dicky. Dicky geht zum Pigalle, sieht sich die Tänzerinnen an und trifft sich mit einer Pariserin, mit der er einen schönen Abend verlebt. Als er von der Pariserin in ihre Wohnung eingeladen wird, schaut er sich in einem unbeachteten Moment um und sieht, dass die Frau eine kleine Tochter hat.
Den Photos entnimmt er, dass der Vater ein französischer Soldat ist. Daraufhin nimmt er alles Bargeld, das er noch in der Tasche hat, legt es in das Zimmer und verlässt heimlich die Wohnung.
Am nächsten Tag kommt die Pariserin an der Kapelle vorbei und grüßt Dicky. Daraufhin spielt Dicky vor Freude ganz besonders laut.
Andy:
Andy ist ein junger Schotte, der zum ersten Mal nach Paris reist. Auf einem Rummelplatz fällt Andy durch seinen Schottenrock auf, der durch einen Luftstrom nach oben gewirbelt wird. Andy versteckt sich in einem Zelt.
Susan:
Susan ist eine junge Engländerin, die in Paris ihren Bus verpasst und von einem sympathischen Pariser zu einem privaten Aufenthalt eingeladen wird, wobei auch der Aufenthalt in seiner Wohnung inbegriffen ist. Dabei hat er mehr zu leiden als sie.
George:
George ist ein Engländer, der schon mehrmals in Paris war und seinen Aufenthalt das ganze Wochenende dort in einem Pub verbringt.
Am Ende des Films zoomt die Kamera auf ein Plakat, auf dem steht: „Sie werden dieses Wochenende in Paris niemals vergessen.“ Darunter ein gezeichneter Flic, der dem Zuschauer zuzwinkert.